# Croton urticifolius
Croton urticifolius är en törelväxtart som beskrevs av Jean-Baptiste de Lamarck. Croton urticifolius ingår i släktet Croton och familjen törelväxter. Inga underarter finns listade i Catalogue of Life.